# Exomalopsis bechteli
Exomalopsis bechteli är en biart som beskrevs av Timberlake 1980. Exomalopsis bechteli ingår i släktet Exomalopsis och familjen långtungebin. Inga underarter finns listade i Catalogue of Life.